# Danalia porcellanae
Danalia porcellanae är en kräftdjursart som först beskrevs av Robby August Kossmann 1872.  Danalia porcellanae ingår i släktet Danalia och familjen Cryptoniscidae.
Artens utbredningsområde är havet kring Filippinerna. Inga underarter finns listade i Catalogue of Life.